# Pikotaro's Lullaby La La By
Pikotaro's Lullaby La La By (ピコ太郎のララバイラーラバイ?, Pikotarō no rarabai rārabai, Pikotarō no lullaby la la by) è una serie anime prodotta da DLE inc. per la regia di Takashi Taniguchi, che vede come protagonista il comico giapponese Daimaō Kosaka nel ruolo di Pikotarō, già interpretato nel singolo PPAP (Pen-Pineapple-Apple-Pen).
La sigla di chiusura Lullaby la la by è cantata dallo stesso Pikotarō.

## Trama
Ogni episodio della serie rivisita in chiave parodistica un classico delle fiabe e favole occidentali.
Nella sigla Pikotarō si addormenta dopo aver ascoltato una storia della buonanotte, ed ogni episodio vede l'aggiunta di Pikotarō tra i personaggi delle storie, spesso andando a stravolgerle completamente.

## Creazione
La serie è realizzata con registrazioni di Pikotarō che inventa di volta in volta una favola, improvvisando sulla base di un'illustrazione disegnata dal regista Takashi Taniguchi. Non prevedendo una sceneggiatura, si tratta di un metodo di produzione inusuale per l'industria degli anime.

## Distribuzione
I primi tre episodi della serie sono stati pubblicati come ONA dal nel luglio 2017, mentre i successivi 9 episodi sono stati trasmessi su TV Tokyo dal 2 agosto al 27 settembre 2017.
In Italia i tre episodi ONA sono stati trasmessi in streaming da Crunchyroll a partire dal 5 ottobre 2017, mentre i nove episodi televisivi sono stati trasmessi in simulcast sia dalla web TV VVVVID che da Crunchyroll, quest'ultima in simulcast solo a partire dal secondo episodio.

## Episodi
| Nº               | Titolo italiano Giapponese 「Kanji」 - Rōmaji | In onda           | In onda           |
| Nº               | Titolo italiano Giapponese 「Kanji」 - Rōmaji | Giapponese        | Italiano          |
| ONA              | |                   |                   |
| 1                | La piccola fiammiferaia 「マッチ売りの少女」 - Macchi uri no shōjo | 17 luglio 2017    | 5 ottobre 2017    |
| 1                | La piccola fiammiferaia accende i suoi fiammiferi come nella storia originale, ma al posto di vedere i suoi desideri, appare Pikotarō che li descrive senza però mostrarli. Alla fine dell'episodio arriva Pikotarō che compra tutti i fiammiferi della bambina. |                   |                   |
| 2                | Cenerentola 「シンデレラ」 - Shinderera | 19 luglio 2017    | 11 ottobre 2017   |
| 2                | Cenerentola sta viaggiando sulla sua carrozza, ma insieme a lei c'è anche Pikotarō, che si mette a cantare. |                   |                   |
| 3                | Il brutto anatroccolo 「みにくいアヒルの子」 - Minikui ahiru no ko | 26 luglio 2017    | 18 ottobre 2017   |
| 3                | Il brutto anatroccolo viene preso in giro dagli altri pulcini. Nel mentre Pikotarō dà a tutti del cibo ed offre dei consigli al brutto anatroccolo. |                   |                   |
| Serie televisiva | |                   |                   |
| 1                | La cicala e la formica 「アリとキリギリス」 - Ari to kirigirisu | 2 agosto 2017     | 2 agosto 2017     |
| 1                | All'arrivo dell'inverno la cicala va a trovare la formica, ma insieme a lei trova anche Pikotarō. I due chiedono alla cicala di cambiarsi il nome in cavalletta. Alla fine la cicala muore assiderata. |                   |                   |
| 2                | L'ascia d'oro e l'ascia d'argento 「金の斧 銀の斧」 - Kin no ono - Gin no ono | 9 agosto 2017     | 9 agosto 2017     |
| 2                | Ad un ragazzo è caduta una palla da baseball nello stagno, ma ad uscirne, al posto di Hermes, è Pikotarō, che tenta di restituire delle asce al proprietario sbagliato e, nel mentre, cantare una canzone. |                   |                   |
| 3                | Jack e la pianta di fagioli 「ジャックと豆の木」 - Jakku to mame no ki | 16 agosto 2017    | 16 agosto 2017    |
| 3                | Jack sta salendo sul fagiolo magico, ma durante la scalata incontra Pikotarō carico di tesori che sta scendendo. Pikotarō cerca però di convincere Jack che in cima al fagiolo non c'è nulla. Alla fine, non essendo riuscito a convincerlo a scendere, Pikotarō fa cadere il ragazzo a forza di sassate, e torna in cima al fagiolo dove si scopre che si era in realtà messo d'accordo con il gigante per liberarsi di lui. |                   |                   |
| 4                | Il re ha le orecchie d'asino 「王様の耳はロバの耳」 - Ōsami no mimi wa roba no mimi | 23 agosto 2017    | 23 agosto 2017    |
| 4                | Il barbiere di Re Mida ha scoperto delle sue orecchie d'asino e decide di urlarlo in fondo ad un buco, dove però è appostato Pikotarō che gli fa eco. Alla fine i due si mettono a fare del rap. |                   |                   |
| 5                | I vestiti nuovi dell'Imperatore 「裸の王様」 - Hadaka no ōsami | 30 agosto 2017    | 30 agosto 2017    |
| 5                | Il re va in giro nudo come nella fiaba originale e cerca attenzioni, ma tutti sono concentrati ad ascoltare le storie raccontate da Pikotarō. |                   |                   |
| 6                | Il vento del nord e il Sole 「北風と太陽」 - Kitakaze to taiyō | 6 settembre 2017  | 6 settembre 2017  |
| 6                | Il Vento del nord e il Sole si sfidano a far togliere il cappotto ad un viandante, ma Pikotarō arriva in aiuto del Vento. Accusato dal Sole di star barando, il Vento del nord si mette a piangere e Pikotarō si spoglia. |                   |                   |
| 7                | I tre porcellini 「3びきのこぶた」 - San-biki no kobuta | 13 settembre 2017 | 13 settembre 2017 |
| 7                | I tre porcellini stanno costruendo le loro case per sfuggire al lupo, ma Pikotarō vuole vendergli ananas e mele e gli fa perdere tempo. Alla fine i porcellini non riescono a costruire la casa, ed il lupo se li mangia tutti e tre. |                   |                   |
| 8                | I musicanti di Brema 「ブレーメンの音楽隊」 - Burēmen no ongakutai | 20 settembre 2017 | 20 settembre 2017 |
| 8                | I musicanti di Brema sono pronti a fingersi un mostro proiettando la loro ombra, ma anche Pikotarō fa parte del gruppo, e continua a sedersi nella maniera scorretta rovinando la composizione. I battibecchi tra il gallo e Pikotarō porteranno il gruppo ad essere scoperto. |                   |                   |
| 9                | Cappuccetto Rosso 「赤ずきん」 - Akazukin | 27 settembre 2017 | 27 settembre 2017 |
| 9                | Cappuccetto Rosso arriva a casa della nonna, ma nel letto ci sono il lupo e Pikotarō. La bambina si accorge del travestimento del lupo, ma è confusa dalla presenza di Pikotarō. Nel mentre i due continuano a fissarla con sguardi penetranti e a guardarsi tra loro come se avessero qualcosa in mente. Alla fine Cappuccetto Rosso se ne va lasciando il cibo.                                                             |                   |                   |